# Cardston
Cardston (offiziell Town of Cardston) ist eine Gemeinde im Süden von Alberta, Kanada, welche seit 1901 den Status einer Kleinstadt (englisch Town) hat. Sie liegt etwa 230 Kilometer südlich von Calgary in der Region Süd-Alberta, am Übergang der kanadischen Rocky Mountains zu den Ebenen des Palliser-Dreiecks. Durch die Gemeinde fließt der „Lee Creek“, ein Zufluss des westlich fließenden Saint Mary Rivers.
Der Verwaltungsbezirk („Municipal District“) Cardston County hat in der Gemeinde seinen Verwaltungssitz.
Im Nord grenzt ein 1414,31 km² großes Reservat (Blood No. 148) der Kainai, einer Gruppe der First Nation, im welchen laut dem „Census 2016“ 4570 Menschen leben, unmittelbar an die Stadt.

## Geschichte
Die Gegend wurde ursprünglich durch die Kainai besiedelt. Die ersten Siedler europäischer Abstammung kamen hier um 1887 an und errichteten eine Gemeinde. Bei den Siedlern handelte es sich um Mitglieder der Kirche Jesu Christi der Heiligen der Letzten Tage, die auf Grund von Problemen mit der von ihnen gelebten Polygamie aus Utah nach Kanada auswichen. Geführt wurde die Gruppe von Charles Ora Card, einem Schwiegersohn von Brigham Young. Nach C.O. Card wurde später auch die Gemeinde benannt. Sein 1887 errichtetes Wohnhaus, das „C.O. Card House“, gilt heute als von historischen Wert. Im Jahr 1898 wurde die Gemeinde 1905 von der Territorialregierung in den offiziellen Status eines Dorfes erhoben.
Die Mitglieder der „Kirche Jesu Christi der Heiligen der Letzten Tage“ errichteten ab 1913 in der Gemeinde den Cardston-Alberta-Tempel, den ersten Tempel in Kanada, welcher am 6. November 1992 unter dem Namen Temple of the Church of Jesus Christ of Latter Day Saints National Historic Site of Canada in das Verzeichnis der National Historic Site of Canada aufgenommen wurde.

## Demographie
Der Zensus im Jahr 2016 ergab für die Gemeinde eine Bevölkerungszahl von 3585 Einwohnern, nachdem der Zensus im Jahr 2011 für die Gemeinde noch eine Bevölkerungszahl von 3580 Einwohnern ergab. Die Bevölkerung hat dabei im Vergleich zum letzten Zensus im Jahr 2011 deutlich schwächer als die Entwicklung in der Provinz nur um 0,1 % zugenommen, während der Provinzdurchschnitt bei einer Bevölkerungszunahme von 11,6 % lag. Bereits im Zensuszeitraum 2006 bis 2011 hatte die Einwohnerzahl in der Gemeinde deutlich unterdurchschnittlich um nur 3,7 % zugenommen, während sie im Provinzdurchschnitt um 10,8 % zunahm.

## Verkehr
Cardston ist für den Straßenverkehr durch den Alberta Highway 2, welcher in Nord-Süd-Richtung die Gemeinde durchquert, sowie den Alberta Highway 5, welcher in Ost-West-Richtung verläuft, erschlossen. Eine Anbindung an das Schienennetz besteht nicht. Der örtliche Flughafen (IATA-Code: -, ICAO-Code: -, Transport Canada Identifier: CEA6) liegt südöstlich der Stadtgrenze und hat nur eine asphaltierte Start- und Landebahn von 1067 Metern Länge.

## Söhne und Töchter der Gemeinde
- Fay Wray (1907–2004), Schauspielerin
- George Woolf (1910–1946), Rennreiter
- Elle-Máijá Tailfeathers (* 1985), Filmschauspielerin und Regisseurin/Filmemacherin